# Diplodonta semiaspera
Diplodonta semiaspera är en musselart som beskrevs av Philippi 1836. Diplodonta semiaspera ingår i släktet Diplodonta och familjen Ungulinidae. Inga underarter finns listade i Catalogue of Life.